# ミエロブラスチン
ミエロブラスチン(Myeloblastin、EC 3.4.21.76)は、以下の化学反応を触媒する酵素である。
エラスチンなどのタンパク質を-Ala- > -Val-の特異性で加水分解する。
この酵素は、多形核の白血球に存在する。